# آدله گراوالیا
آدله گراوالیا (به ایتالیایی: Adele Garavaglia) هنرپیشه اهل ایتالیا بود.
از فیلم‌هایی که وی در آن‌ها نقش داشته‌است، می‌توان به عروسی خون، ده فرمان، شام دلقک، فرشته سپید، اودسا در میان شعله‌ها و صدای بی رخ اشاره نمود.

### کتابشناسی
- Bert Cardullo. Vittorio De Sica: Director, Actor, Screenwriter. McFarland, 2002.